# X Gon’ Give It to Ya
X Gon’ Give It to Ya (englisch etwa für „X wird es euch geben“) ist ein Song des US-amerikanischen Rappers DMX. Das Stück ist die erste Single aus dem Soundtrack zum Film Born 2 Die und wurde am 20. Januar 2003 veröffentlicht. Zudem ist es auf der internationalen Version von DMX’ Soloalbum Grand Champ enthalten. Später wurde der Track auch auf seinen Kompilationen The Definition of X: Pick of the Litter und The Best of DMX veröffentlicht. Durch die Verwendung im Film Deadpool erlangte der Track im Jahr 2016 weitere Bekanntheit.

## Inhalt
Der Song ist dem Gangsta- und Hardcore-Rap zuzuordnen und enthält eine Reihe von Schimpfwörtern, wie „Fuck“, „Motherfucker“, „Nigga“, „Bitch“ oder „Shit“. DMX rappt aus der Perspektive des lyrischen Ichs, richtet sich an seine (nicht explizit genannten) Feinde und meint, dass sie genau zuhören sollten und er „es“ ihnen geben werde. Rap sei kein Spiel und alle, die es nicht ernst meinten, sollten ihm aus dem Weg gehen. Er nennt seine Gegner Schwächlinge, die ihm nicht gewachsen seien und von ihm etwas erwarten, das er ihnen nicht geben könne. Der Rapper bezeichnet sich als „Wolf im Schafspelz“, da viele vergessen hätten, wer er wirklich sei und ihn zum Kampf herausforderten. Dagegen habe er seine wahren Freunde nicht vergessen und würde Rap nicht wegen des Geldes, sondern wegen der „Realness“ machen.

## Produktion
Die Musik des Liedes wurde von dem US-amerikanischen Musikproduzenten Shatek King produziert.

## Musikvideo
Bei dem zu X Gon’ Give It to Ya gedrehten Musikvideo führte Joseph Kahn Regie. Es zeigt DMX, der an einem illegalen Straßenrennen teilnimmt und mit hoher Geschwindigkeit im Auto nachts durch eine Großstadt fährt, während er den Text des Liedes aggressiv am Steuer rappt. Gegen Ende des Songs läuft er rappend auf einer Straße, gefolgt von einer Menschenmenge. Zwischendurch sind kurze Szenen aus dem Film Born 2 Die zu sehen, in dem DMX selbst mitspielt.

## Single

### Covergestaltung
Das Singlecover ist düster gehalten und zeigt DMX’ Gesicht neben einem Zaun. Er sieht den Betrachter mit ernstem Blick an. Rechts im Bild befinden sich die Schriftzüge DMX in Rot und X Gon’ Give It to Ya in Weiß.

### Chartplatzierungen
X Gon’ Give It to Ya stieg am 26. Mai 2003 auf Platz 41 in die deutschen Charts ein, erreichte am 30. Juni 2003 mit Rang 23 die Höchstposition und konnte sich insgesamt 22 Wochen in den Top 100 halten. Damit ist der Song der höchstplatzierte des Rappers in Deutschland. In den deutschen Jahrescharts 2003 belegte das Lied Platz 77. Besonders erfolgreich war X Gon’ Give It to Ya in Großbritannien, wo es Position 6 belegte. Nachdem der Song im Trailer und Soundtrack zum Film Deadpool verwendet wurde, stieg er im Februar 2016 auch in Österreich in die Charts ein.
| ChartsChartplatzierungen       | Höchstplatzierung | Wochen |
| ------------------------------ | ----------------- | ------ |
| Deutschland (GfK)              | 23 (22 Wo.)       | 22     |
| Österreich (Ö3)                | 62 (3 Wo.)        | 3      |
| Schweiz (IFPI)                 | 14 (16 Wo.)       | 16     |
| Vereinigte Staaten (Billboard) | 46 (17 Wo.)       | 17     |
| Vereinigtes Königreich (OCC)   | 6 (19 Wo.)        | 19     |

| ChartsJahrescharts (2003)    | Platzierung |
| ---------------------------- | ----------- |
| Deutschland (GfK)            | 77          |
| Schweiz (IFPI)               | 94          |
| Vereinigtes Königreich (OCC) | 80          |

### Auszeichnungen für Musikverkäufe
Im Jahr 2021 wurde X Gon’ Give It to Ya für mehr als zwei Millionen Verkäufe in den Vereinigten Staaten mit einer doppelten Platin-Schallplatte ausgezeichnet. 2019 erhielt es im Vereinigten Königreich für über 600.000 verkaufte Exemplare eine Platin-Schallplatte. Zudem folgte 2023 in Deutschland eine dreifache Goldene Schallplatte für mehr als 450.000 Verkäufe. Mit weltweit über 3,2 Millionen verkauften Einheiten ist es eine der kommerziell erfolgreichsten Singles des Rappers.
| Land/Region                  | Auszeichnungen für Musikverkäufe (Land/Region, Auszeichnung, Verkäufe) | Verkäufe  |
| ---------------------------- | ---------------------------------------------------------------------- | --------- |
| Dänemark (IFPI)              | Gold                                                                   | 45.000    |
| Deutschland (BVMI)           | 3× Gold                                                                | 450.000   |
| Italien (FIMI)               | Gold                                                                   | 25.000    |
| Neuseeland (RMNZ)            | 2× Platin                                                              | 60.000    |
| Spanien (Promusicae)         | Gold                                                                   | 30.000    |
| Vereinigte Staaten (RIAA)    | 2× Platin                                                              | 2.000.000 |
| Vereinigtes Königreich (BPI) | Platin                                                                 | 600.000   |
| Insgesamt                    | 4× Gold · 6× Platin ·                                                  | 3.210.000 |